# Étainhus
Étainhus település Franciaországban, Seine-Maritime megyében. Lakosainak száma 1209 fő (2022. január 1.). Étainhus Angerville-l’Orcher, Épretot, Gommerville, Graimbouville, Manéglise és Sainneville községekkel határos.

## Népesség
A település népességének változása:
| Lakosok száma | 1089 | 1085 | 1146 | 1160 | 1197 | 1205 | 1203 | 1210 | 1209 |
|               | 2013 | 2015 | 2016 | 2017 | 2018 | 2019 | 2020 | 2021 | 2022 |